# Mugen Motorsports
Mugen Motorsports es una empresa japonesa creada en 1973 por Hirotoshi Honda, hijo del fundador de la Honda Motor Company, Sōichirō Honda, y por Masao Kimura. La palabra Mugen, significa "Sin límites". Mugen es una empresa dedicada a la preparación para competición de productos asociados con la marca Honda. Sin embargo, la empresa es independiente del constructor automotriz, aunque sus accionistas están estrechamente relacionados.

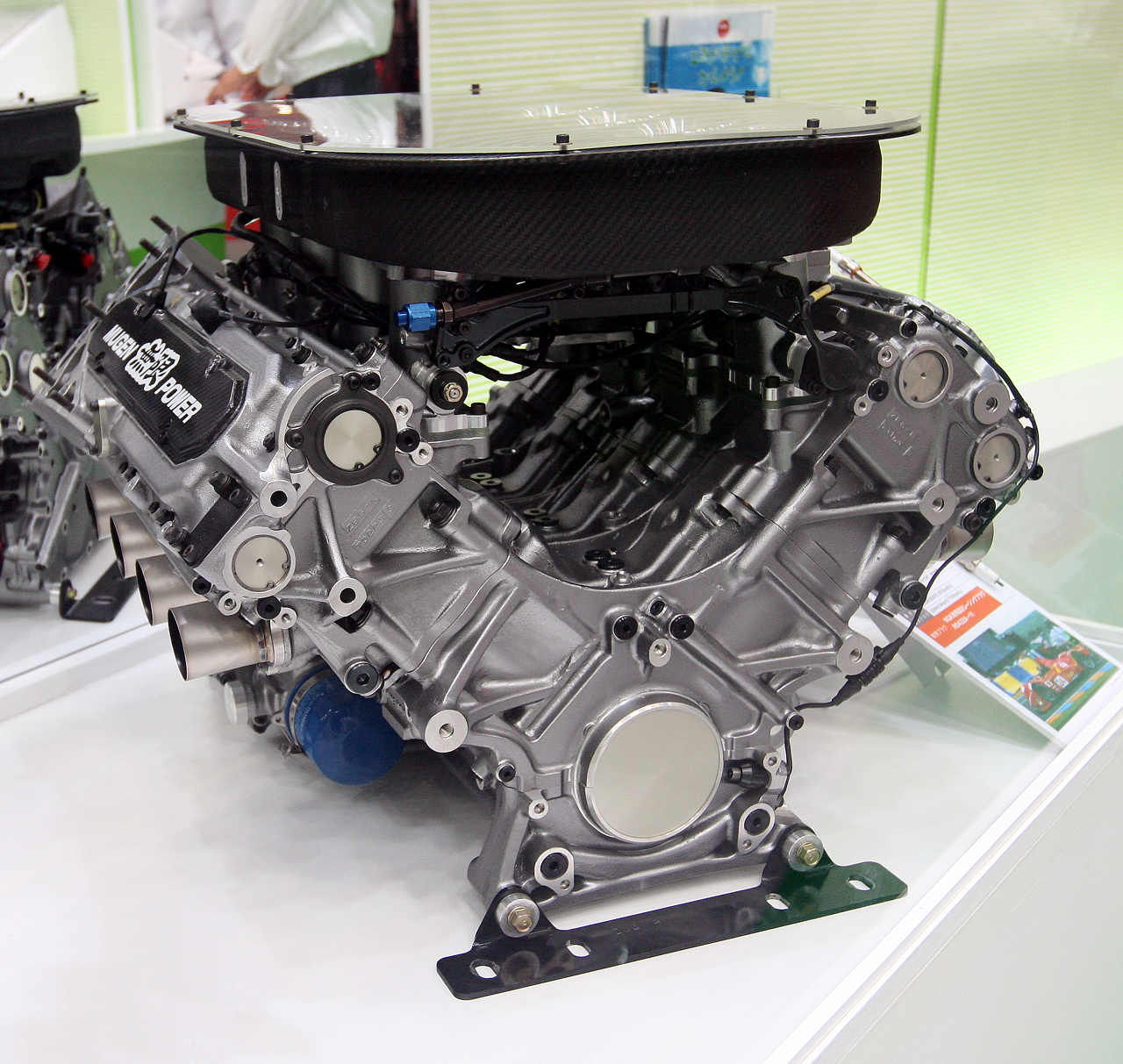
Motor Mugen MF408S

La empresa prepara motores Honda para el campeonato de Fórmula 1, Fórmula Nippon y Super GT Japonés; también vende vehículos y partes para aficionados a la velocidad.

## Fórmula 1

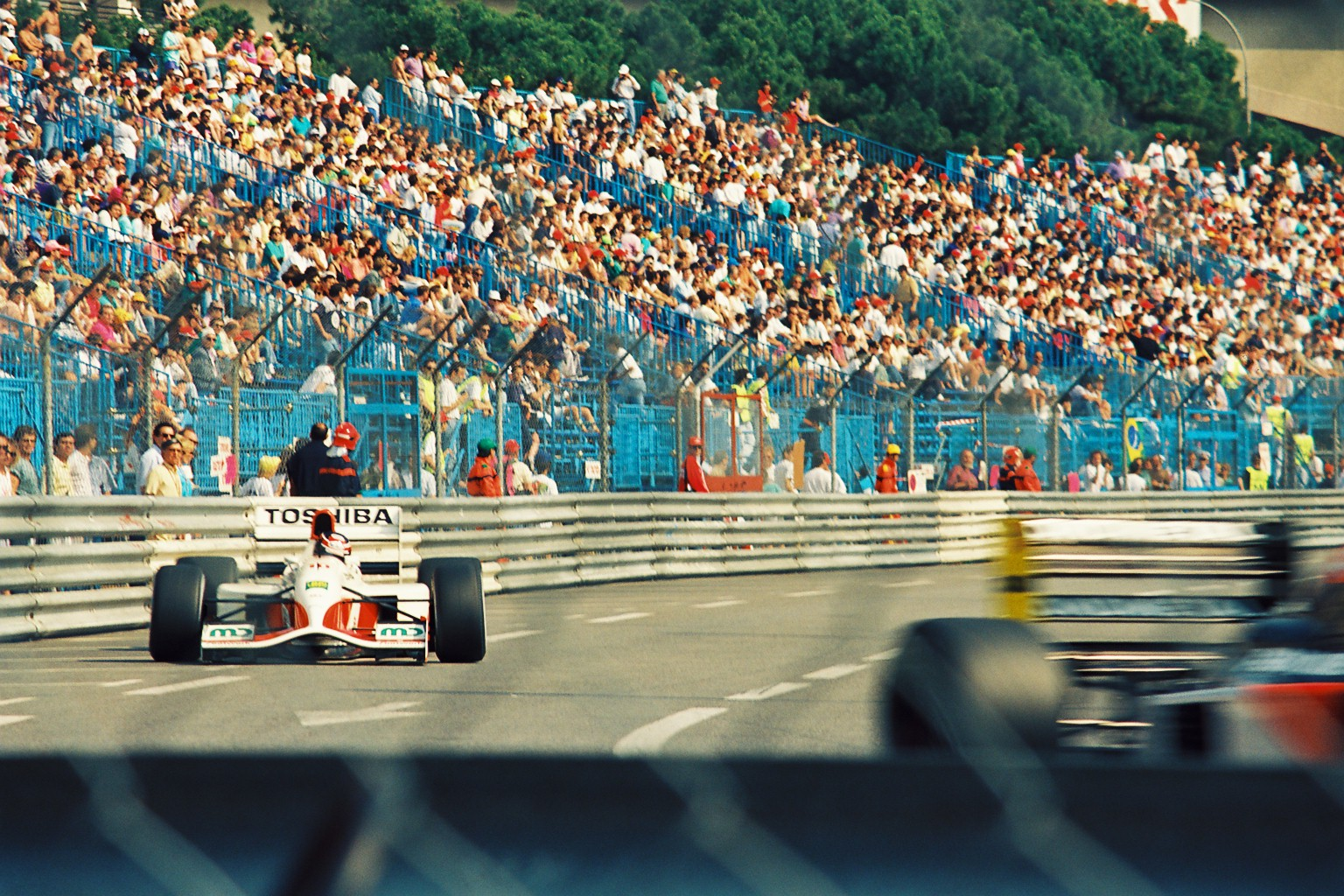
Footwork FA13 de 1992.

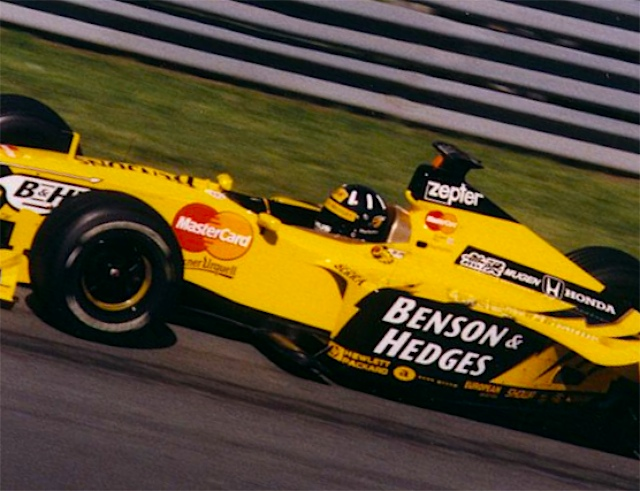
Jordan 199 de 1999.

En 1991 Mugen preparó los motores V10 de Honda para Tyrrell, al año siguiente, estos motores, con el nombre de Mugen MF351H fueron transferidos al equipo Arrows, con los pilotos Aguri Suzuki y Michele Alboreto. En 1993, Mugen creó la versión B del motor MF351H, utilizado por Aguri Suzuki y Derek Warwick.
Al final de esa temporada, Mugen cambió para el equipo Team Lotus para equipar a los nuevos Lotus 109. El equipo, con los pilotos Johnny Herbert y Pedro Lamy (luego remplazado por Alessandro Zanardi), no tuvo el adecuado financiamiento y los chasis de ese año fueron completados ya avanzada la temporada. La temporada siguiente, Mugen motorizó al Equipe Ligier, entonces dirigido para Flavio Briatore por Tom Walkinshaw, con los pilotos Olivier Panis, Martin Brundle y Aguri Suzuki. El motor 3,0 L, adaptado a las regulaciones vigentes en aquel momento fue llamado MF301H. Mugen logra su primera victoria en F1 en el Gran Premio de Mónaco de 1996 en un Ligier conducido por Olivier Panis.
El equipo Ligier fue adquirido en la Temporada 1997 de Fórmula 1 por Alain Prost y renombrado Prost Grand Prix. Su mejor participación ese año fue durante el Gran Premio de Austria donde el Prost de Jarno Trulli con motor MF301H-B estuvo en la punta de la carrera hasta que debió retirarse por falla de motor. Al año siguiente, Prost optó por los motores Peugeot y Mugen llegó a un arreglo por dos años con Jordan Grand Prix equipo para el que produjo el motor MF201H-C. Durante esa temporada el equipo no logró muy buenos resultados sino hasta el Gran Premio de Bélgica en donde el equipo Jordan logró los dos primeros lugares con sus pilotos Damon Hill y Ralf Schumacher.
Durante la temporada 1999 el equipo logró dos nuevas victorias con el piloto Heinz-Harald Frentzen, pero el año terminó con el anuncio de que Honda regresaba a la Fórmula 1 preparando ella misma sus motores para el equipo British American Racing. Por ello para la temporada 2002 Mugen optó por cederle el contrato con Jordan y se retiró de esta competición.

## Partes para motor y modificaciones
Desde sus inicios Mugen se ha distinguido por hacer piezas para competición tanto en el lado deportivo profesional como en el lado del Tuning desde aficionados hasta profesionales en ello también ayudando a honda a desarrollar versiones deportivas de sus autos como las versiones SiR,Type R,Si entre otras que se han ganado la fama mundial al ser vehículos de alto rendimiento pero al mismo tiempo prácticos para el uso diario no dejando de lado la filosofía de Honda al ofrecer vehículos de buen rendimiento y durabilidad. 
Paralelamente a esto la mayor parte de los llamados Tuners reconocen a esta marca como una de las mejores proveedores de piezas tanto mecánicas,como de carrocería para la modificación y personalización de sus vehículos dándole al estilo tuning una apariencia bastante parecida al estilo americano Hot Rod, inclusive el impulso de Honda para que sus autos se vendan exitosamente.

## Vehículos
M-TEC Inclusive ha construido vehículos concepto para Honda usando partes propias de alto rendimiento. Algunos modelos como el Mugen Civic RR solamente son vendidos en el mercado japonés. 

### Lista de algunos vehículos preparados por Mugen
- 1984 Mugen Honda CR-X
- 2004 Honda Fit Dynamite
- 2005 Honda Legend Max
- 2006 Honda Fit Spec.D
- 2006 Honda Civic Dominator
- 2006 Honda Stream Mugen
- the Road to Racing Concept (Honda Civic-based) (2007)
- Open-Top Pure Sports Concept (Honda S2000-based) (2007)
- Mugen Courage LC70 (Japan Le Mans Challenge LMP-1) (2007)
- Mugen S2000 (2008)
- Honda Fit F154SC (2008)[1]
- Mugen RR Experimental Spec. (Honda Civic Type-R-based) (2008)
- Honda Civic 5D MUGEN[2][3] (2008)
- Honda NSX Mugen RR (2009)
- Honda Civic Mugen RR Advanced Concept (2009)
- Honda Accord Mugen 24sc (2009)

### Vehículos de producción
- Civic Mugen Si
- Civic Mugen RR (Honda Civic-based) (2007)

## Resultados

### Fórmula 1
(Clave) (negrita indica pole position) (cursiva indica vuelta rápida)

| Año         | Equipo                   | Chasis                       | Motor                               | Pilotos               | 1   | 2   | 3   | 4   | 5   | 6   | 7   | 8   | 9   | 10  | 11  | 12  | 13  | 14  | 15  | 16  | 17  | Puntos | Pos. |
| ----------- | ------------------------ | ---------------------------- | ----------------------------------- | --------------------- | --- | --- | --- | --- | --- | --- | --- | --- | --- | --- | --- | --- | --- | --- | --- | --- | --- | ------ | ---- |
| 1992        | Footwork Mugen Honda     | Footwork FA13                | MF-351H 3.5 V10                     |                       | RSA | MEX | BRA | ESP | SMR | MON | CAN | FRA | GBR | GER | HUN | BEL | ITA | POR | JPN | AUS |     | 6      | 7º   |
| 1992        | Footwork Mugen Honda     | Footwork FA13                | MF-351H 3.5 V10                     | Michele Alboreto      | 10  | 13  | 6   | 5   | 5   | 7   | 7   | 7   | 7   | 9   | 7   | Ret | 7   | 6   | 15  | Ret |     | 6      | 7º   |
| 1992        | Footwork Mugen Honda     | Footwork FA13                | MF-351H 3.5 V10                     | Aguri Suzuki          | 8   | DNQ | Ret | 7   | 10  | 11  | DNQ | Ret | 12  | Ret | Ret | 9   | Ret | 10  | 8   | 8   |     | 6      | 7º   |
| 1993        | Footwork Mugen Honda     | Footwork FA13B Footwork FA14 | MF-351 HB 3.5 V10                   |                       | RSA | BRA | EUR | SMR | ESP | MON | CAN | FRA | GBR | GER | HUN | BEL | ITA | POR | JPN | AUS |     | 4      | 9º   |
| 1993        | Footwork Mugen Honda     | Footwork FA13B Footwork FA14 | MF-351 HB 3.5 V10                   | Derek Warwick         | 7   | 9   | Ret | Ret | 13  | Ret | 16  | 13  | 6   | 17  | 4   | Ret | Ret | 15  | 14  | 10  |     | 4      | 9º   |
| 1993        | Footwork Mugen Honda     | Footwork FA13B Footwork FA14 | MF-351 HB 3.5 V10                   | Aguri Suzuki          | Ret | Ret | Ret | 9   | 10  | Ret | 13  | 12  | Ret | Ret | Ret | Ret | Ret | Ret | Ret | 7   |     | 4      | 9º   |
| 1994        | Team Lotus               | Lotus 107C                   | MF-351 HC 3.5 V10 MF-351 HD 3.5 V10 |                       | BRA | PAC | SMR | MON | ESP | CAN | FRA | GBR | GER | HUN | BEL | ITA | POR | EUR | JPN | AUS |     | 0      | NC   |
| 1994        | Team Lotus               | Lotus 107C                   | MF-351 HC 3.5 V10 MF-351 HD 3.5 V10 | Pedro Lamy            | 10  | 8   | Ret | 11  |     |     |     |     |     |     |     |     |     |     |     |     |     | 0      | NC   |
| 1994        | Team Lotus               | Lotus 107C                   | MF-351 HC 3.5 V10 MF-351 HD 3.5 V10 | Alessandro Zanardi    |     |     |     |     | 9   | 15  |     |     |     |     |     |     |     |     |     |     |     | 0      | NC   |
| 1994        | Team Lotus               | Lotus 107C                   | MF-351 HC 3.5 V10 MF-351 HD 3.5 V10 | Johnny Herbert        | 7   | 7   | 10  | Ret |     |     |     |     |     |     |     |     |     |     |     |     |     | 0      | NC   |
| 1994        | Team Lotus               | Lotus 109                    | MF-351 HC 3.5 V10 MF-351 HD 3.5 V10 | Johnny Herbert        |     |     |     |     | Ret | 8   | 7   | 11  | Ret | Ret | 12  | Ret | 13  |     |     |     |     | 0      | NC   |
| 1994        | Team Lotus               | Lotus 109                    | MF-351 HC 3.5 V10 MF-351 HD 3.5 V10 | Alessandro Zanardi    |     |     |     |     |     |     |     |     |     |     |     |     |     | 16  | 13  | Ret |     | 0      | NC   |
| 1994        | Team Lotus               | Lotus 109                    | MF-351 HC 3.5 V10 MF-351 HD 3.5 V10 | Alessandro Zanardi    |     |     |     |     |     |     | Ret | Ret | Ret | 13  |     | Ret |     |     |     |     |     | 0      | NC   |
| 1994        | Team Lotus               | Lotus 109                    | MF-351 HC 3.5 V10 MF-351 HD 3.5 V10 | Philippe Adams        |     |     |     |     |     |     |     |     |     |     | Ret |     | 16  |     |     |     |     | 0      | NC   |
| 1994        | Team Lotus               | Lotus 109                    | MF-351 HC 3.5 V10 MF-351 HD 3.5 V10 | Éric Bernard          |     |     |     |     |     |     |     |     |     |     |     |     |     | 18  |     |     |     | 0      | NC   |
| 1994        | Team Lotus               | Lotus 109                    | MF-351 HC 3.5 V10 MF-351 HD 3.5 V10 | Mika Salo             |     |     |     |     |     |     |     |     |     |     |     |     |     |     | 10  | Ret |     | 0      | NC   |
| 1995        | Ligier Gitanes Blondes   | Ligier JS41                  | MF-301 3.0 V10                      |                       | BRA | ARG | SMR | ESP | MON | CAN | FRA | GBR | GER | HUN | BEL | ITA | POR | EUR | PAC | JPN | AUS | 24     | 5º   |
| 1995        | Ligier Gitanes Blondes   | Ligier JS41                  | MF-301 3.0 V10                      | Martin Brundle        |     |     |     | 9   | Ret | 10  | 4   | Ret |     | Ret | 3   | Ret | 8   | 7   |     |     | Ret | 24     | 5º   |
| 1995        | Ligier Gitanes Blondes   | Ligier JS41                  | MF-301 3.0 V10                      | Aguri Suzuki          | 8   | Ret | 11  |     |     |     |     |     | 6   |     |     |     |     |     | Ret | DNS |     | 24     | 5º   |
| 1995        | Ligier Gitanes Blondes   | Ligier JS41                  | MF-301 3.0 V10                      | Olivier Panis         | Ret | 7   | 9   | 6   | Ret | 4   | 8   | 4   | Ret | 6   | 9   | Ret | Ret | Ret | 8   | 5   | 2   | 24     | 5º   |
| 1996        | Ligier Gauloises Blondes | Ligier JS43                  | MF-301 HA 3.0 V10                   |                       | AUS | BRA | ARG | EUR | SMR | MON | ESP | CAN | FRA | GBR | GER | HUN | BEL | ITA | POR | JPN |     | 15     | 6º   |
| 1996        | Ligier Gauloises Blondes | Ligier JS43                  | MF-301 HA 3.0 V10                   | Olivier Panis         | 7   | 6   | 8   | Ret | Ret | 1   | Ret | Ret | 7   | Ret | 7   | 5   | Ret | Ret | 10  | 7   |     | 15     | 6º   |
| 1996        | Ligier Gauloises Blondes | Ligier JS43                  | MF-301 HA 3.0 V10                   | Pedro Diniz           | 10  | 8   | Ret | 10  | 7   | Ret | 6   | Ret | Ret | Ret | Ret | Ret | Ret | 6   | Ret | Ret |     | 15     | 6º   |
| 1997        | Prost Gauloises Blondes  | Prost JS45                   | MF-301 HB 3.0 V10                   |                       | AUS | BRA | ARG | SMR | MON | ESP | CAN | FRA | GBR | GER | HUN | BEL | ITA | AUT | LUX | JPN | EUR | 21     | 6º   |
| 1997        | Prost Gauloises Blondes  | Prost JS45                   | MF-301 HB 3.0 V10                   | Olivier Panis         | 5   | 3   | Ret | 8   | 4   | 2   | 11  |     |     |     |     |     |     |     | 6   | Ret | 7   | 21     | 6º   |
| 1997        | Prost Gauloises Blondes  | Prost JS45                   | MF-301 HB 3.0 V10                   | Jarno Trulli          |     |     |     |     |     |     |     | 10  | 8   | 4   | 7   | 15  | 10  | Ret |     |     |     | 21     | 6º   |
| 1997        | Prost Gauloises Blondes  | Prost JS45                   | MF-301 HB 3.0 V10                   | Shinji Nakano         | 7   | 14  | Ret | Ret | Ret | Ret | 6   | Ret | 11  | 7   | 6   | Ret | 11  | Ret | Ret | Ret | 10  | 21     | 6º   |
| 1998        | Benson and Hedges Jordan | Jordan 198                   | MF-301 HC 3.0 V10                   |                       | AUS | BRA | ARG | SMR | ESP | MON | CAN | FRA | GBR | AUT | GER | HUN | BEL | ITA | LUX | JPN |     | 34     | 4º   |
| 1998        | Benson and Hedges Jordan | Jordan 198                   | MF-301 HC 3.0 V10                   | Damon Hill            | 8   | DSQ | 8   | 10  | Ret | 8   | Ret | Ret | Ret | 7   | 4   | 4   | 1   | 6   | 9   | 4   |     | 34     | 4º   |
| 1998        | Benson and Hedges Jordan | Jordan 198                   | MF-301 HC 3.0 V10                   | Ralf Schumacher       | Ret | Ret | Ret | 7   | 11  | Ret | Ret | 16  | 6   | 5   | 6   | 9   | 2   | 3   | Ret | Ret |     | 34     | 4º   |
| 1999        | Benson and Hedges Jordan | Jordan 199                   | MF-301 HD 3.0 V10                   |                       | AUS | BRA | SMR | MON | ESP | CAN | FRA | GBR | AUT | GER | HUN | BEL | ITA | EUR | MYS | JPN |     | 61     | 3º   |
| 1999        | Benson and Hedges Jordan | Jordan 199                   | MF-301 HD 3.0 V10                   | Damon Hill            | Ret | Ret | 4   | Ret | 7   | Ret | Ret | 5   | 8   | Ret | 6   | 6   | 10  | Ret | Ret | Ret |     | 61     | 3º   |
| 1999        | Benson and Hedges Jordan | Jordan 199                   | MF-301 HD 3.0 V10                   | Heinz-Harald Frentzen | 2   | 3   | Ret | 4   | Ret | 11  | 1   | 4   | 4   | 3   | 4   | 3   | 1   | Ret | 6   | 4   |     | 61     | 3º   |
| 2000        | Benson and Hedges Jordan | Jordan EJ10 Jordan EJ10B     | MF-301 HE 3.0 V10                   |                       | AUS | BRA | SMR | GBR | ESP | EUR | MON | CAN | FRA | AUT | GER | HUN | BEL | ITA | USA | JPN | MYS | 17     | 6º   |
| 2000        | Benson and Hedges Jordan | Jordan EJ10 Jordan EJ10B     | MF-301 HE 3.0 V10                   | Heinz-Harald Frentzen | Ret | 3   | Ret | 17  | 6   | Ret | 10  | Ret | 7   | Ret | Ret | 6   | 6   | Ret | 3   | Ret | Ret | 17     | 6º   |
| 2000        | Benson and Hedges Jordan | Jordan EJ10 Jordan EJ10B     | MF-301 HE 3.0 V10                   | Jarno Trulli          | Ret | 4   | 15  | 6   | 12  | Ret | Ret | 6   | 6   | Ret | 9   | 7   | Ret | Ret | Ret | 13  | 12  | 17     | 6º   |
| Referencia: |                          |                              |                                     |                       |     |     |     |     |     |     |     |     |     |     |     |     |     |     |     |     |     |        |      |